# Calendário lunissolar
Um calendário lunissolar é um calendário em muitas culturas, incorporando calendários lunares e calendários solares. A data dos calendários lunissolares, portanto, indica tanto a fase da Lua quanto a época do ano solar, que é a posição do Sol no céu da Terra. Se o ano sideral (como em um calendário solar sideral) for usado em vez do ano solar, então o calendário irá prever a constelação perto da qual a lua cheia pode ocorrer. Como acontece com todos os calendários que dividem o ano em meses, há uma exigência adicional de que o ano tenha um número inteiro de meses. Em alguns casos, os anos comuns consistem em doze meses, mas cada segundo ou terceiro ano é um ano embólico, que adiciona um décimo terceiro mês intercalar, embolísmico ou bissexto.
Seus meses são baseados no ciclo regular das fases da Lua. Assim, os calendários lunissolares são calendários lunares com – em contraste com eles – regras de intercalação adicionais sendo usadas para trazê-los em um acordo aproximado com o ano solar e, portanto, com as estações do ano.

## Exemplos
Os calendários chinês, budista, birmanês, assírio, hebraico, jainista e curdo, bem como os tradicionais calendários nepalês, hindu, japonês, coreano, mongol, tibetano e vietnamita (na esfera cultural chinesa do leste asiático), além dos antigos calendários helênico, coligny e babilônico são todos lunissolares. Além disso, alguns dos antigos calendários pré-islâmicos no sul da Arábia seguiam um sistema lunissolar.  Os chineses, Coligny e Os calendários lunisolares hebraicos rastreiam mais ou menos o ano tropical enquanto os calendários lunissolares budistas e hindus rastreiam o ano sideral. Portanto, as três primeiras dão uma ideia das estações do ano, enquanto as duas últimas dão uma ideia da posição entre as constelações da lua cheia.

## Alguns calendários lunissolares
- Calendário budista
- Calendário chinês
- Calendário hindu
- Calendário judaico